# 市 (中華民国)

直轄市
市
県轄市

市（し、英語: City）は中華民国の第二級行政区画の1つであり、時代によって等級や権限の範囲が異なる。現行の法律では、第一級行政区画である省に属する第二級行政区画の都市を「市」と呼ぶ。現在中華民国が実効支配している地域（台湾地区）には、基隆市、新竹市、嘉義市の3市が存在する。
現行の法律では、都市には以下の3種類の区分が存在する。
- 直轄市：行政院の直接管轄下にある市。
- 市：省の管轄下にある市。かつては「省轄市」と称した。
- 県轄市：県の管轄下にある市。

## 沿革
中華民国の建国直後に府は全て廃止され、県に再編された。市制の実施を望む県も存在したが、北京政府によって全て却下された。中華民国で初めて設置された市は、1921年（民国10年）に成立した広州市である。

### 中華民国政府の台湾移転以前

#### 北京政府時代
広州を拠点に華南を統治していた広東軍政府は広州を独立した行政区画とすることを計画し、関連する法令の制定についての議論を行った。1921年、広東省議会は「広州市暫行条例」を可決した。条例は同年2月15日に施行されて広州市が正式に成立し、孫科が初代市長に就任した。同年3月に「汕頭市暫行条例」が制定され、広東省澄海県に属していた汕頭も市制を施行した。
同年7月3日、北京政府は「市自治制」を公布し、市を「普通市」と「特別市」の2種類に区分した。普通市は県に属し、特別市は県と同格であると規定された。特別市の設置は大総統の命令に従って内務部が行った。京都特別市（現：北京市）と青島特別市の2市が設置され、首都である京都特別市は内務総長の直接監督下に置かれた。

#### 中国国民党政権時代
中国国民党率いる国民政府による北伐が完了した1928年（民国17年）、「市組織法」と「特別市組織法」が公布された。この法律によって市の最高行政機関は「市政府」、最高立法機関は「市参議会」と命名された。1930年（民国19年）、新たな「市組織法」が制定された。この法律により、市は「院轄市（現：直轄市）」と「省轄市」の2種類に再編された。院轄市は省と、省轄市は県と同格であるとされ、院轄市の設置要件は人口100万人以上、省轄市は20万人以上と規定された。市の下には区が置かれ、区の下には保、その下に甲が置かれた。10～30戸を1甲、10～30甲を1保、10～30保を1区とした。
1945年（民国34年）、日本の降伏に伴って国民政府が台湾を接収（台湾光復）した際、台湾総督府が「台湾市制」に従って設置していた市を省轄市・鎮・郷のいずれかに改編することを予定していた。しかし民意の影響を受け、台湾省内限定の行政区画として、省轄市と鎮の間に新たに県轄市が設けられた。県轄市の下には区は設置されず、代わりに里が設けられた。
以下は、1949年（民国38年）の中華民国政府の台湾への移転時点での省轄市の一覧である。
| 編号     | 市名       | 所属           | 設置年月日     | 人口 （1948年） | 備考 |
| -------- | ---------- | -------------- | -------------- | --------------- | --- |
| 01050    | 徐州市     | 江蘇省         | 1945年10月     | 606,136         | 1939年に中華民国臨時政府が銅山県から分離させて設置。戦後国民政府の下で再設置。                                     |
| 01060    | 連雲市     | 江蘇省         | 1935年12月     | 76,753          | 灌雲県から分離。1935年8月31日に市政籌備処を設置。同年12月に行政院が市の設置を承認。                                |
| 02001    | 杭州市     | 浙江省         | 1927年6月30日  | 606,136         | 杭県から分離。 |
| 03040    | 蚌埠市     | 安徽省         | 1947年1月1日   | 105,237         | 鳳陽県から分離。                                                                                                   |
| 04001    | 南昌市     | 江西省         | 1927年1月      | 203,101         | 南昌県から分離。                                                                                                   |
| 05001    | 武昌市     | 湖北省         | 1935年7月      | 174,367         | |
| 06001    | 長沙市     | 湖南省         | 1933年10月1日  | 421,616         | 長沙県から分離。1928年に市政籌備処を設置。1933年に市政府を設置。一時廃止されたが、1942年の元旦に再設置。           |
| 06030    | 衡陽市     | 湖南省         | 1942年1月1日   | 181,424         | 衡陽県から分離。1941年7月に市政籌備処を設置。1942年元旦に市政府を設置。                                            |
| 07001    | 成都市     | 四川省         | 1930年2月      | 620,302         | 成都県・華陽県から分離。1921年6月に市政府籌備処を設置。1922年に市政公所へ改組。1930年2月に内政部が市の設置を承認。 |
| 07090    | 自貢市     | 四川省         | 1942年8月      | 291,791         | 栄県・富順県から分離。1939年1月に市政籌備処を設置。1942年8月に市政府を設置。                                       |
| 09001    | 福州市     | 福建省         | 1946年1月      | 300,337         | 林森県から分離。1942年5月に市政籌備処を設置。1946年1月に内政部が市の設置を承認。                                   |
| 09019    | 廈門市     | 福建省         | 1935年2月      | 124,075         | 思明県を改編。1933年5月に思明県を思明市に改編することを計画したが、福建事変のため実施できず。                      |
| 10017    | 基隆市     | 台湾省         | 1945年11月11日 | 68,754          | 二等市 |
| （なし） | 台北市     | 台湾省         | 1945年11月1日  | 269,116         | 一等市 |
| 10018    | 新竹市     | 台湾省         | 1945年10月30日 | 119,087         | 三等市 |
| 10019    | 台中市     | 台湾省         | 1945年12月17日 | 82,588          | 二等市 |
| （なし） | 彰化市     | 台湾省         | 1945年11月22日 | 59,155          | 四等市 |
| （なし） | 嘉義市     | 台湾省         | 1945年12月1日  | 116,437         | 三等市 |
| 10021    | 台南市     | 台湾省         | 1945年12月14日 | 165,329         | 二等市 |
| （なし） | 高雄市     | 台湾省         | 1945年11月8日  | 143,288         | 二等市 |
| （なし） | 屏東市     | 台湾省         | 1945年11月     | 100,086         | 四等市 |
| 11042    | 汕頭市     | 広東省         | 1930年         | 146,864         | 澄海県から分離。                                                                                                   |
| 11073    | 湛江市     | 広東省         | 1946年2月15日  | （資料なし）    | 1945年にフランスから返還された広州湾租借地に設置。                                                                 |
| 12001    | 桂林市     | 広西省         | 1940年         | 142,202         | 桂林県から分離。                                                                                                   |
| 13001    | 昆明市     | 雲南省         |                | 255,462         | |
| 14001    | 貴陽市     | 貴州省         | 1941年7月1日   | 262,740         | 貴陽県を改編。 |
| 15049    | 唐山市     | 河北省         | 1946年4月      | 149,124         | 1938年1月に冀東防共自治政府が堯山県から分離させて設置。                                                            |
| 15080    | 石門市     | 河北省         | 1947年5月      | 217,327         | 1939年10月7日に中華民国臨時政府が获鹿県から分離させて設置。戦後国民政府の下で再設置。                              |
| 16001    | 済南市     | 山東省         | 1929年7月      | 591,490         | 歴城県から分離。                                                                                                   |
| 16083    | 煙台市     | 山東省         | 1946年2月      | （資料なし）    | 福山県・牟平県から分離。                                                                                           |
| 16090    | 威海衛市   | 山東省         |                | 222,247         | |
| 18001    | 太原市     | 山西省         |                | 251,566         | |
| 20001    | 蘭州市     | 甘粛省         | 1941年7月1日   | 156,468         | 皋蘭県から分離。                                                                                                   |
| 21001    | 銀川市     | 寧夏省         | 1945年         | 38,634          | 賀蘭県から分離。                                                                                                   |
| 22001    | 西寧市     | 青海省         | 1946年6月      | 55,564          | 湟中県から分離。                                                                                                   |
| 23001    | 帰綏市     | 綏遠省         | 1928年         | 103,051         | 帰綏県から分離。                                                                                                   |
| 23002    | 包頭市     | 綏遠省         |                | 53,228          | |
| 23022    | 陝壩市     | 綏遠省         |                | 17,582          | |
| 24001    | 張垣市     | 察哈爾省       |                | 168,840         | |
| 26002    | 錦州市     | 遼寧省         |                | 155,435         | |
| 26003    | 営口市     | 遼寧省         |                | 154,705         | |
| 26004    | 鞍山市     | 遼寧省         |                | 219,751         | |
| 26005    | 旅順市     | 遼寧省         |                | 44,394          | |
| 27001    | 通化市     | 安東省         |                | 81,993          | |
| 27002    | 安東市     | 安東省         |                | 315,242         | |
| 28002    | 四平市     | 遼北省         |                | 76,825          | |
| 29001    | 吉林市     | 吉林省         |                | 239,325         | |
| 29002    | 長春市     | 吉林省         |                | 605,276         | |
| 30001    | 牡丹江市   | 松江省         |                | 200,319         | |
| 30002    | 延吉市     | 松江省         |                | 42,792          | |
| 31001    | 佳木斯市   | 合江省         |                | 168,000         | |
| 32001    | 北安市     | 黒竜江省       |                | 70,032          | |
| 33001    | 斉斉哈爾市 | 嫩江省         |                | 174,675         | |
| 34001    | 海拉爾市   | 興安省         |                | 16,146          | |
| 35001    | 迪化市     | 新疆省         | 1945年11月1日  | 97,980          | 迪化県から分離。                                                                                                   |
| 36001    | 海口市     | 海南特別行政区 | 1926年12月     | （資料なし）    | 瓊山県から分離。1926年12月に設置されたが1930年12月に廃止、1949年4月に再設置。                                      |

上記以外にも、人口問題や財政問題などの様々な理由で廃止、または市政府が設置されなかった省轄市が23市存在する。
| 市名   | 所屬省 | 備考 |
| ------ | ------ | --- |
| 蘇州市 | 江蘇省 | 1927年、江蘇省政府は呉県に蘇州市政籌備処を設置した。1928年11月に蘇州市が成立し、12月13日に市長が任命された。1930年4月、行政院は「最近立法院が示した別個の原則草案の内容と矛盾する」として蘇州市を廃止した。                                                   |
| 無錫市 | 江蘇省 | 1927年、江蘇省政府は無錫県を分割して無錫市を設立し、市政府を設置した。 1929年に市政籌備処が再設置され、1930年4月に廃止された。 |
| 寧波市 | 浙江省 | 1927年4月に鄞県の市街地が分離して設置されたが、1931年2月に廃止された。 |
| 安慶市 | 安徽省 | 1927年に懐寧県の市街地が分離して設置されたが、1930年9月に廃止された。 |
| 蕪湖市 | 安徽省 | 国民政府が設立された当初、蕪湖市政籌備処が設置されたが、1930年に廃止された。 |
| 九江市 | 江西省 | 市制施行前、九江商埠督弁公署が市政を担っていた。1927年に九江県の市街地と商埠を分離させて市政庁を設置、市長を任命した。市政庁は1929年に市政府に改組された。1930年9月、新たに公布された「市組織法」の人口要件に満たなかったため、江西省政府は九江市を廃止した。 |
| 万県市 | 四川省 | 1928年11月、四川省政府は万県の市街地を分離させて万県市を設置したが、1935年に廃止された。 |
| 江門市 | 広東省 | 1925年3月24日、新会県に江門市政籌備処が設置され、翌3月25日には政務委員会、8月11日には市政庁、1930年6月23日には市政局に改められたが、1931年2月26日に廃止された。                                                                                               |
| 韶関市 | 広東省 | 1943年12月、曲江県が分割され韶関市政籌備処が設置されたが、1946年5月に廃止された。 |
| 梅菉市 | 広東省 | 1926年3月16日に梅茂県が分割され菉市政籌備処が設置され、1929年に市政局に改められたが、1932年に廃止された。 |
| 仏山市 | 広東省 | 1926年3月16日に南海県を分割して仏山市政籌備処が設置されたが、1927年11月に廃止された。 |
| 陳村市 | 広東省 | 1926年3月16日に南海県を分割して陳村市政籌備処が設置されたが、廃止された。 |
| 石竜市 | 広東省 | 1926年3月16日に東莞県を分割して石竜市政籌備處が設置されたが、1927年8月20日に廃止された。 |
| 九江市 | 広東省 | 1926年3月16に南海県を分割して九江市政籌備処が設置され、1928年9月11日に市政局に改められたが、1936年に廃止された。 |
| 北海市 | 広東省 | 1926年3月16日に合浦県を分割して北海市政籌備処が設置されたが、1928年11月に廃止された。 |
| 梧州市 | 広西省 | 1928年4月に市政籌備処が設置され、同年10月に廃止された。1946年8月に柳江県を分割し、9月に「梧州市政府組織規程」を公布して1947年1月に市政府を設置する予定だったが、財政難のため中止された。                                                                      |
| 柳州市 | 広西省 | 1928年4月に市政籌備処が設置され、同年10月に廃止された。1946年8月に柳江県を分割し、9月に「柳州市政府組織規程」を公布して1947年1月に市政府を設置する予定だったが、財政難のため中止された。                                                                      |
| 南寧市 | 広西省 | 1928年8月に市政籌備処が設置され、1932年6月に廃止された。1946年8月に邕寧県を分割し、9月に「南寧市政府組織規程」を公布して1947年1月に市政府を設置する予定だったが、財政難のため中止された。                                                                     |
| 開封市 | 河南省 | |
| 鄭州市 | 河南省 | |
| 沙市市 | 湖北省 | 1928年8月に市政籌備処が設置されたが、戦乱の影響で中止された。1946年4月に析荊沙四鎮を分離させ、9月に「荊沙市政府組織規程」を公布して1947年1月に市政府を設置する予定だったが、財政難のため中止された。                                                          |
| 宜昌市 | 湖北省 | 1946年8月に宜昌県の市街地を分離させたが、財政難のため市政府が設置されなかった。 |
| 光河市 | 湖北省 | 1946年に光化県を分割したが、財政難のため市政府が設置されなかった。 |

他にも、過去に設置されていたが院轄市に昇格したため消滅した省轄市が6市存在する。
| 市名   | 所属省 | 備考 |
| ------ | ------ | --- |
| 北平市 | 河北省 | 1914年6月に京都市政公所が設置された。1928年6月28日に北平市に改称され、国民政府の特別市となった。同年10月には河北省政府が設置されたが、1930年に公布された「市組織法」の規定で省都は省轄市である必要があったため、省轄市に降格した。同年11月25日に河北省政府は天津市に移転し、北平市は院轄市に再昇格した。 |
| 天津市 | 河北省 | 1923年10月6日に市政府が設置され、1928年に特別市となった。1930年11月25日に河北省政府が天津市に移転したため省轄市に降格した。1935年6月4日に河北省政府が清苑県に移転したため、天津市は院轄市に再昇格した。                                                                                                  |
| 重慶市 | 四川省 | 1927年3月に市政府が設置された。1937年国民政府の首都が重慶市に移転し、1939年5月5日に院轄市に昇格した。 |
| 漢口市 | 湖北省 | 1926年10月に市政府が設置された。1927年1月に国民政府の首都が漢口市に移転し、4月には武昌市を編入して武漢特別市が成立したが、6月に漢口特別市に改編された。1931年7月に省轄市に降格し、1947年6月7日に再び院轄市に昇格した。                                                                                   |
| 広州市 | 広東省 | 1921年2月15日に市政府が設置された。1930年1月に特別市に昇格したが、同年公布の「市組織法」の「省都は省轄市である必要がある」という規定に従って省轄市に降格した。1947年6月7日に再び院轄市に昇格した。 |
| 西安市 | 陝西省 | 1928年に長安県が分割されて西安市が設置されたが、1930年に財政上の理由で廃止された。1943年3月に再設置され、1947年6月7日に院轄市に昇格した。 |

### 中華民国政府の台湾移転以降
1950年（民国39年）、台湾省政府は「台湾省各県市実施地方自治実施綱要」を制定し、地方自治はこの法令に従って行われると規定した。
1982年（民国71年）、新竹市と嘉義市が県轄市から省轄市に昇格した。
1994年（民国83年）、「省県自治法」が制定され、院轄市は直轄市に、省轄市は市に改称された。「省県自治法第3条」では、市は政治的、経済的、文化的に重要な、人口が60万人以上の地区に設置できると規定されていた。
1999年（民国88年）、政府は各行政区画に関する法令を集約して新たに「地方制度法」を制定した。また、虚省化（省の機能削減）に伴って市の自治権限が調整された。虚省化以前の市は省政府の管轄下にあったが、現在は行政院の各部の中部弁公室や各地に設置されている聯合服務中心が業務を行っている。
2010年（民国99年）、台中市と台南市は廃止され、それぞれ台中県・台南県と合併して直轄市に昇格した。
現行の「地方制度法」では、市は政治的、経済的、文化的に重要な、人口が50万人以上125万人未満の地区に設置できると規定されている。基隆市、新竹市、嘉義市は、いずれも「地方制度法」の制定以前に「市組織法」や「台湾省各県市実施地方自治綱要」に基づいて設置された市であるため、いずれも人口が50万人に満たない。
2024年（民国103年）現在、中華民国（台湾地区）には以下の3市が存在する。
| 編号  | 市名   | 所属省 | 設置年月日   | 人口 （2023年） | 備考 |
| ----- | ------ | ------ | ------------ | --------------- | --- |
| 10017 | 基隆市 | 台湾省 | 1945年10月   | 362,255         | 日本統治時代は台北州に属した。1945年10月、省轄市に改編。 |
| 10018 | 新竹市 | 台湾省 | 1982年7月1日 | 456,475         | 日本統治時代は新竹州に属した。1945年10月、省轄市に改編。1951年12月1日、新竹県の県轄市に降格。1982年7月1日、省轄市に再昇格。                                                                                          |
| 10020 | 嘉義市 | 台湾省 | 1982年7月1日 | 263,584         | 日本統治時代は台南州に属した。1945年10月、省轄市に改編。1950年10月25日、嘉義県に編入されて新東鎮、新西鎮、新南鎮、新北鎮の4鎮に改編。1951年11月、4鎮が合併して嘉義市（県轄市）となる。1982年7月1日、省轄市に再昇格。 |

過去に設置されていたが、その後の行政区画再編によって廃止された省轄市・市が6市存在する。
| 市名   | 所属省 | 備考 |
| ------ | ------ | --- |
| 彰化市 | 台湾省 | 日本統治時代は台中州に属した。1945年10月、省轄市に改編。1951年11月30日、彰化県の県轄市に降格。                     |
| 屏東市 | 台湾省 | 日本統治時代は高雄州に属した。1945年10月、省轄市に改編。1951年11月30日、屏東県の県轄市に降格。                     |
| 台北市 | 台湾省 | 日本統治時代は台北州に属した。1945年10月、省轄市に改編。1967年7月1日、院轄市に昇格。                               |
| 高雄市 | 台湾省 | 日本統治時代は高雄州に属した。1945年10月、省轄市に改編。1979年7月1日、院轄市に昇格。2010年12月25日、高雄県と合併。 |
| 台中市 | 台湾省 | 日本統治時代は台中州に属した。1945年10月、省轄市に改編。2010年12月25日、台中県と合併して直轄市に昇格。             |
| 台南市 | 台湾省 | 日本統治時代は台南州に属した。1945年10月、省轄市に改編。2010年12月25日、台南県と合併して直轄市に昇格。             |

## 現在の市の一覧
| 市名   | 地図 | 市旗 | 市章 | 人口 （2023年12月） | 面積 （km²） | 人口密度 （人/km²） | 区数 | 市政府所在地 | 市長   |
| ------ | ---- | ---- | ---- | ------------------- | ------------ | ------------------- | ---- | ------------ | ------ |
| 基隆市 |      |      |      | 362,255             | 132.7589     | 2,728.67            | 7    | 中正区       | 林右昌 |
| 新竹市 |      |      |      | 456,475             | 104.1526     | 4,382.75            | 3    | 北区         | 高虹安 |
| 嘉義市 |      |      |      | 263,584             | 60.0256      | 4,391.19            | 2    | 東区         | 黄敏恵 |

## 廃止された省轄市・市の一覧
| 市名   | 地図 | 市旗 | 市章 | 人口 （廃止時） | 面積 （km²） | 人口密度 （人/km²） | 区数 （廃止時） | 市政府所在地 | 廃止年         |
| ------ | ---- | ---- | ---- | --------------- | ------------ | ------------------- | --------------- | ------------ | -------------- |
| 台北市 |      |      |      | 1,118,852       | 66.98        | 16,704.27           | 10              | 建成区       | 1967年7月1日   |
| 新竹市 |      |      |      | 126,216         | 222.45       | 567.39              | 4               | 北区         | 1951年12月1日  |
| 台中市 |      |      |      | 1,082,163       | 163.43       | 6,621.57            | 8               | 西区         | 2010年12月25日 |
| 彰化市 |      |      |      | 57,180          | 65.69        | 870.45              | 4               | 彰南区       | 1951年11月30日 |
| 嘉義市 |      |      |      | 116,437         | 196.04       | 593.95              | 6               | 新北区       | 1950年10月25日 |
| 台南市 |      |      |      | 772,066         | 175.65       | 4,395.48            | 6               | 安平区       | 2010年12月25日 |
| 高雄市 |      |      |      | 1,941,364       | 114.16       | 17,005.64           | 10              | 塩埕区       | 1979年7月1日   |
| 屏東市 |      |      |      | 109,645         | 220.70       | 496.80              | 4               | 中区         | 1951年11月30日 |